# Erythrotrichiaceae
Erythrotrichiaceae G.M. Smith, 1933, segundo o sistema de classificação de Hwan Su Yoon et al. (2006), é o nome botânico de uma família de algas vermelhas pluricelulares da ordem Erythropeltidales.

## Gêneros
- Erythrotrichia, Chlidophyllon, Erythrocladia, Pyrophyllon, Sahlingia.